# كسك (غناباد)
كسك (بالفارسية: کسک) هي قرية تقع في قسم كاخك الريفي في إيران. يقدر عدد سكانها بـ 20 نسمة .